# Stephanos Christopoulos
Stephanos Christopoulos (em grego: Στέφανος Χρηστόπουλος; 1876, em Patras) foi um lutador grego. Ele era um membro da Gymnastiki Etaireia Patron, que se fundiu em 1923 com Syllogos Panachaikos Gymnastikos para se tornar Panachaiki Gymnastiki Enosi.